# Theofanis Gekas
Theofanis "Fanis" Gekas (grekiska: Θεοφάνης Γκέκας), född 23 maj 1980 i Larissa, är en grekisk före detta fotbollsspelare.
Han spelade bland annat för Panathinaikos FC, VfL Bochum, Bayer Leverkusen och Eintracht Frankfurt. Säsongen 2006/2007 blev han bästa målskytt i Bundesliga med 20 mål på 32 matcher för VfL Bochum.